# Godoy (Santa Fe)
Godoy is een plaats in het Argentijnse bestuurlijke gebied  Constitución in de provincie Santa Fe. De plaats telt 1.424 inwoners.